# 任劍輝
任劍輝（英語：Yam Kim Fai，1913年2月4日—1989年11月29日），原名任麗初，又名任婉儀，廣東南海西樵人，於廣州出生，粵劇女文武生，有「戲迷情人」的美譽。其堂妹任冰兒亦為粵劇演員。她與白雪仙於1956年創立仙鳳鳴劇團，及於1963年創立雛鳳鳴劇團。

## 生平

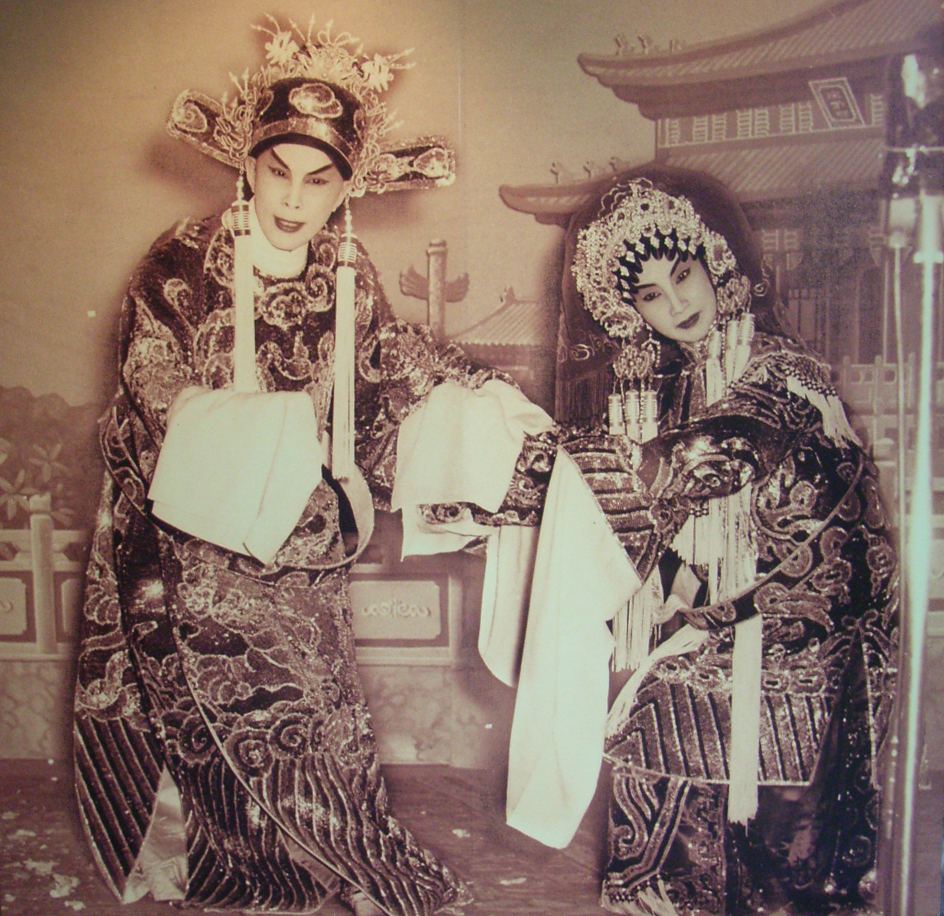
任劍輝（左）與白雪仙參與粵劇演出

任劍輝於廣州出生，自小跟隨姨母小叫天（粵劇女小武）學習粵劇，畢業於已停辦的廣州市第三十九小學。早期加入鏡花艷影班在廣州十八甫真光百貨公司的天台遊樂場演出粵劇。十四歲跟從有女馬師曾之稱在廣州先施公司天台為主帥的粵劇女小武黃侶俠學藝。兩三年後已可自立門戶時期，是靠多看戲來跟從桂名揚學習，當馬師曾的太平全男班劇團有小散班，與譚蘭卿（其後加入馬師曾太平男女劇團）等組織梅花艷影劇團， 在太平戲院登臺演出時，已有桂名揚的風格。

### 1930年後

#### 鏡花艷影 / 梅花艷影
1935年夏曆四月十八日，澳門時期始於「鏡花影」全女班開鑼，從「澳門賽狗會萬家樂戲院演鏡花影女劇團」的海報中，武生梁少平、文武生任劍輝、小武呂劍雲、唯一艷旦牡丹蘇、青衣旦粵蘭芳、花旦鍾翠蟬等等。任劍輝執帥印之「鏡花艷影」省港澳唯一長壽全女班，與花旦徐人心、車秀英、紫雲霞於清平戲院大放異彩，任劍輝有「女桂名揚」之稱，到有「女薛覺先」之稱的陳皮梅和有「女馬師曾」之稱的陳皮鴨加盟增強班底，為尊重陳氏，將「鏡花艷影」改為「梅花艷影」。

### 1940年後

#### 平安劇團 / 三王劇團
1941年香港淪陷，大量香港著名粵劇藝人當地謀生。直到1942年中，人太多，僧多粥少。陳皮梅離開澳門返回內地。隨後，任劍輝又受平安戲院之聘加入「平安劇團」與兩位花旦譚蘭卿及花旦上海妹合作，組「三王劇團」，劇目有《好女兩頭瞞》。 

#### 新聲劇團
香港日治時期，任劍輝與陳艷儂、靚次伯、歐陽儉等人在澳門成立「新聲劇團」，劇目有《紅樓夢 (1944粵劇)》、《海角紅樓》、《蕭月白》、《情淚浸袈裟》等等。新聲前身為1943年之「鳴聲劇團」與花旦鄧碧雲劇目有由歐陽儉編劇、1943年8月6日首演的《晨妻暮嫂》。
當年與任同臺演出有正花何芙蓮、二花鄧碧雲、三花小燕紅（紅線女） 、小生何非凡 、武生靚少佳、丑生半日安，而劇目有由徐若呆/半日安 編劇 《金粉殿》，之後才組「三王劇團」。抗戰勝利後移師香港。

#### 金鳳屏劇團
陳錦棠（武狀元）與當紮兩位，一生一旦，均各自仗義為薛覺先跨刀（香港聲迷俱樂部會刊「逸林」內的林家聲粤劇年表有詳细記載），任劍輝和芳艷芬（任芳），一演《帝苑春心化杜鵑》等，一演《漢武帝夢會衞夫人》，跨刀之副車（二花）車秀英、三花梁素琴（薛派旦角），任芳與陳之後組「金鳳屏劇團」，著名劇目有：《火網梵宮十四年》、《香銷十二美人樓》、《金鳳迎春》、《春燈羽扇恨》、《一年一度燕歸來》、《一枝紅艷露凝香》、《再世重溫金鳳緣》等等唐滌生創作中期作品。任芳最後一次合作是於1956年10月演出唐滌生作品《六月雪》。
任劍輝曾經與多位正印花旦合作，包括玉瓊花、徐人心、譚蘭卿（戰前花旦王）、陳艷儂、紅線女、芳艷芬（戰後花旦王）、余麗珍、鄧碧雲、羅艷卿、吳君麗及上海妹等等，著名劇目有：鄧碧雲、唐《楊乃武與小白菜》、芳、唐《夢斷香銷四十年》、《梁祝恨史》、《晨妻暮嫂》、《紅樓夢 (1944粵劇)》、《海角紅樓》、《孟麗君》、《胭脂虎棒打紫薇郎》等等。

### 1950年後

#### 仙鳳鳴劇團
1956年，任劍輝和白雪仙創立仙鳳鳴劇團，之後邀請靚次伯與梁醒波擔任武生及丑生之職，更邀得唐滌生為劇團劇務主任。
1956年6月18日，首屆仙鳳鳴於在利舞台開鑼，上演唐滌生新劇《紅樓夢》，全劇五小時，任劍輝飾演賈寶玉，白雪仙飾演林黛玉。7月4日起換演新劇《唐伯虎點秋香》，任劍輝飾演唐伯虎，白雪仙飾演秋香。7月9日起，移師九龍東樂戲院，連續七天上演《紅樓夢》及《唐伯虎點秋香》。
1956年11月19日，第二屆仙鳳鳴開鑼，劇團在利舞台上演《牡丹亭驚夢》，任劍輝飾演柳夢梅，白雪仙飾演杜麗娘；之後換演《穿金寶扇》，任劍輝飾演郭炎章，白雪仙飾演呂昭華。
1957年1月，第三屆仙鳳鳴開鑼，劇團在九龍東樂戲院上演《蝶影紅梨記》，任劍輝飾演趙汝州，白雪仙飾演謝素秋；之後換演《花田八喜》，任劍輝飾演卞磯，白雪仙飾演劉月英。
1957年6月，第四屆仙鳳鳴開鑼，劇團於利舞台上演《帝女花》，任劍輝飾演周世顯，白雪仙飾演長平公主。。
1957年8月，第五屆仙鳳鳴開鑼，劇團於利舞台上演《紫釵記》，任劍輝飾演李益，白雪仙飾演霍小玉。
1958年3月，第六屆仙鳳鳴開鑼，劇團於利舞台上演《九天玄女》，任劍輝飾演艾敬郎，白雪仙飾演冷霜蟬。
1958年9月，第七屆仙鳳鳴開鑼，劇團於普慶戲院上上演《西樓錯夢》，任劍輝飾演于叔夜，白雪仙飾演穆素徽。
1959年9月，第八屆仙鳳鳴開鑼，劇團於利舞台上演《再世紅梅記》，任劍輝飾演裴禹，白雪仙飾演李慧娘及盧昭容。1959年9月14日晚上，《再世紅梅記》首演至第四場《脫阱救裴》時，唐滌生因腦溢血昏倒在觀眾席上，送院搶救後不治。
1961年9月，第九屆仙鳳鳴開鑼，劇團於利舞台上演《白蛇新傳》，任劍輝飾演許仙，白雪仙飾演白素貞。

### 1960年後

#### 收入室弟子
1957年，任劍輝被有丑生王之稱的梁醒波邀請觀看其女兒梁寶珠、陳寶珠、陳好逑和陳非儂組成的「孖寶劇團」演出，因賞識陳寶珠有演藝才華，其後，她收陳寶珠為唯一正式拜師的入室弟子，拜師儀式在1960年1月31日（農曆年初四）於白雪仙的開平道私邸舉行，陳非儂陪陳寶珠向任劍輝行正式拜師之禮 。

#### 雛鳳鳴劇團
1960年後期，「仙鳳鳴劇團」公開招收新演員參與1961年的《白蛇新傳》演出。《白蛇新傳》散班後，任白甄選了十二位新演員加以訓練，她們包括：李菩生（龍劍笙）、黎筱齊（鄭雪心）、李潔梅（蕭劍纓）、鍾蓀妮（芳雪羽）、潘燕珠（呂雪茵）、何笑平（蘇雪泳）、何惠芬（朱雪璣）、湯明慧（江雪鷺）、廖國馨（言雪芬）、朱桂珍（朱劍丹）、余志麗（蓋劍奎）、馮麗雯（梅雪詩）。
1963年，任劍輝與白雪仙籌組「雛鳳鳴劇團」於1964年3月6日在利舞台作首演。
1964至1965年間，雛鳳鳴劇團試初期以AB制方式由陳寶珠及龍劍笙輪流擔任文武生，李居安擔任正印花旦。1965年年底，陳寶珠及李居安雙雙退出後，雛鳳鳴劇團暫別舞台約三年多。1969年之後，文武生由龍劍笙擔任，江雪鷺及梅雪詩則擔任雙花旦。1976年11月，在星馬登台三個多月的雛鳳鳴劇團返回香港，江雪鷺突然退出，之後正印花旦由梅雪詩擔任。

### 1970年後
1972年6月18日，香港發生了空前嚴重的雨災，任劍輝和白雪仙率領「雛鳳鳴劇團」成員，於6月24日晚上在無綫電視的籌款節目中義唱賑災，任白演唱了「李後主」中的「去國歸降」一段，這亦是任劍輝最後一次公開演出。
1972年10月11日，58歲的任劍輝被控藏有偽造之英國護照，她向人民入境事務處承認在廣州出生，但在所領之英國護照中訛稱香港出生。10月28日，中央裁判署判她罰款三百元。

### 逝世
任於1987年6月9日移居加拿大，1989年11月29日在香港跑馬地寓所因肺積水病逝，終年76歲。

## 其他
1990年2月23日，「尾七」一周為1月23日，白雪仙和姪兒成立「任白慈善基金有限公司」 重映《李後主》籌集資金。
2004年《重按霓裳歌遍徹》收入800萬港元。

## 獎項和紀念
1995年，任劍輝獲香港電影金像獎協會於電影金像獎頒獎典禮追頒「戲曲電影百年殿堂大獎」，以表揚她對香港戲曲和電影的重大貢獻。同年11月15日，香港郵政發行$2.60特別任劍輝郵票，以表揚任劍輝的才能。
此外香港大學亦有一座名為「任白樓」的建築物，坐落於山道天橋近香港大學站C出口，香港潮商學校旁，早年曾用作香港大學工程學院校址。
2016年2月4日，Google香港首頁換上Doodle紀念任劍輝103歲冥誕。

## 著名唱片曲目
| （獨唱） - 金扇緣 - 祭金嬌 - 孤雁再還巢 - 海角紅樓恨 - 情淚浸袈裟 - 有情活把鴛鴦葬 - 一枝紅艷露凝香 - 牡丹亭之西樓驚夢 （套碟） - 釵頭鳳 （與李寶瑩合唱） - 無雙傳 （與李寶瑩合唱） - 琵琶記 （與崔妙芝合唱） - 榮歸會李仙 （與冼劍麗合唱） - 胭脂巷口故人來 （與冼劍麗合唱） | （與紅線女合唱） - 家 - 秋 - 游龍戲鳳 - 晴雯撕扇 - 紅娘遞柬 - 銀河抱月歸 - 紅拂女私奔 （與梁素琴合唱） - 白楊紅淚 - 劍膽琴心 - 漢苑杜鵑啼 | （合唱） - 高平關取級 （與梁醒波合唱） - 賣白欖 （與歐陽儉合唱） - 映紅霞 （與李寶瑩合唱） - 飄 （與羅麗娟合唱） - 碧容探監 （與秦小梨合唱） - 好女兩頭瞞 （與上海妹合唱） - 重婚節婦 （與鳳凰女合唱） - 恩愛夫妻 （與小飛紅合唱） - 海角紅樓 （與小燕飛合唱） - 款擺紅綾帶 （與小燕飛合唱） - 紅衣贈杞良 （與銀劍影合唱） - 雅士採梅香 （與梁卓卿合唱） |

## 著名粵語戲曲片
| - 《情困武潘安》（1951年） - 《帝苑春心化杜鵑》（1951年） - 《多情孟麗君》（1951年） - 《晨妻暮嫂》（1952年） - 《孟麗君與風流天子》（1955年） - 《一枝紅艷露凝香》（1955年） - 《桂枝告狀》（1956年） - 《春燈羽扇》（1956年） - 《多情燕子歸》（1956年） - 《蝶影紅梨記》（1956年） - 《洛神》（1957年） - 《釵頭鳳》（1957年） | - 《香羅塚》（1957年） - 《唐伯虎點秋香》（1957年） - 《火網梵宮十四年》（1958年） - 《梁祝恨史》（1958年） - 《玉堂春》（1958年） - 《彩鳳喜迎春》（1958年） - 《香銷十二美人樓》（1958年） - 《六月雪》（1959年） - 《紫釵記》（1959年） - 《帝女花》（1959年） - 《九天玄女》（1959年） - 《一枝紅艷露凝香》（1959年） | - 《春燈羽扇恨》（1959年） - 《白兔會》（1959年） - 《代代扭紋柴》（1960年） - 《非夢奇緣》（1960年） - 《李仙傳》（1960年） - 《金鳳斬蛟龍》（1961年） - 《戇姑爺》（1961年） - 《紅菱血》（1964年） - 《十二欄杆十二釵》（1964年） - 《大紅袍》（1965年） |

## 部份電影
| 1. 神秘之夜（1937年） 2. 情困武潘安（1951年） 3. 花木蘭（1951年） 4. 福至心靈（1951年） 5. 多情孟麗君（1951年） 6. 張君瑞情殺賈寶玉（1951年） 7. 梁山伯与祝英台（1951年） 8. 真假武潘安（1952年） 9. 紅伶歌唱大集會（1952年） 10. 古靈精怪（1952年） 11. 觀音兵（1952年） 12. 女少爺（1952年） 13. 火燒阿房宮（1952年） 14. 晨妻暮嫂（1952年） 15. 一對胭脂馬（1952年） 16. 點錯鴛鴦譜（1952年） 17. 呂布戲刁蟬（1952年） 18. 歌唱十二釵（1952年） 19. 戲迷情人（1952年） 20. 為情顛倒（1952年） 21. 酒樓戲鳳（1952年） 22. 艷曲醉郎心（1952年） 23. 粉碎黃金夢（1952年） 24. 萬花錦繡（1952年） 25. 我為情（1953年） 26. 風流天子（1953年） 27. 芬芳艷史（1953年） 28. 暴雨梨花（1953年） 29. 昇平（1953年） 30. 賣花讚花香（1953年） 31. 新女兒香（1953年） 32. 糊塗脂粉客（1953年） 33. 伶王艷史（1953年） 34. 五諫刁妻（1953年） 35. 司馬琴挑寡婦心（1953年） 36. 相逢盡是未婚人（1953年） 37. 慈善紅伶歌唱大集會（1953年） 38. 錦艷同輝香雪海（1954年） 39. 金玉滿華堂（1954年） 40. 打破玉籠飛彩鳳（1954年） 41. 初為人母（1954年） 42. 桃紅柳綠燕嬉春（1954年） 43. 夜祭金嬌（1954年） 44. 媽姐淚（1954年） 45. 富士山之戀（1954年） 46. 搖紅燭化佛前燈（1954年） 47. 雙鳳迎龍（1954年） 48. 自梳女（1954年） 49. 此子何來問句妻（1954年） 50. 龍虎笙歌戲鳳凰（1955年） 51. 紅拂女私奔（1955年） 52. 銀河抱月（1955年） 53. 任劍輝舞台奮鬥史（1955年） 54. 玉女香車（1955年） 55. 女黑俠（1955年） 56. 一枝紅艷露凝香（1955年） 57. 日月重光（1955年） 58. 唔做媒人三代好（1955年） 59. 春花日日紅（1955年） 60. 佛前姊妹花（1955年） 61. 花魁（1955年） 62. 女大女世界（1955年） 63. 好事成雙（1955年） 64. 有女萬事足（1955年） 65. 七世姻緣（1955年） 66. 孟麗君與風流天子（1955年） 67. 陳姑追舟（1955年） 68. 鴻運喜當頭（1955年） 69. 花都綺夢（1955年） 70. 杜十娘怒沉百寶箱（1956年） 71. 神經大姐戇姑爺（1956年） 72. 呂蒙正祭灶（1956年） 73. 大地回春（1956年） 74. 春燈羽扇（1956年） 75. 小白菜情困楊乃武（1956年） 76. 黃飛鴻古寺救情僧（1956年） 77. 桂枝告狀（1956年） 78. 多情燕子歸（1956年） 79. 孔明三氣周瑜（1956年） 80. 早知當初我唔嫁（1956年） 81. 血染楚王宮（1956年） 82. 烈女報夫仇（1956年） 83. 薛丁山三氣樊梨花（1956年） 84. 滿堂吉慶（1956年） 85. 高君保私探營房 劉金定力斬四門（1956年） 86. 大鬧三門街（1956年） 87. 荊軻刺秦皇（1956年） 88. 皇姑嫁何人（1956年） 89. 畫裏天仙（1957年） 90. 釵頭鳳（1957年） 91. 富貴花開艷陽紅（1957年） 92. 洛神（1957年）...曹子建 93. 大明忠烈傳（1957年） 94. 牡丹花發狀元紅（1957年） 95. 金銀珠寶到門來（1957年） 96. 神女會襄王（1957年） 97. 楚漢爭（1957年） 98. 烽火戲諸侯（1957年） 99. 香羅塚（1957年） 100. 宮主刁蠻駙馬驕（1957年） | 1. 紅葉仙緣（1957年） 2. 香銷十二美人樓（1958年） 3. 一年一度燕歸來（1958年） 4. 火網梵宮十四年（1958年） 5. 斷腸碑（1958年） 6. 彩鳳喜迎春（1958年） 7. 貍貓換太子（1958年） 8. 桃花仙子（1958年） 9. 三審狀元妻（1958年） 10. 紮腳劉金定（1958年） 11. 花染狀元紅（1958年） 12. 妻賢子孝母含冤（1958年） 13. 春風帶得歸來燕（1958年） 14. 洛陽橋畔姑嫂墳（1958年） 15. 三王嫁二喬（1958年） 16. 鯉魚精（1958年） 17. 正德皇夜探龍鳳店（1958年） 18. 梁祝恨史（1958年）...梁山伯 19. 張巡殺妾饗三軍（1958年） 20. 金殿福星（1958年） 21. 穿金寶扇（1959年） 22. 花燈照玉郎（1959年） 23. 神眼東宮認太子（上集）（1959年） 24. 三月杜鵑魂（1959年） 25. 除卻巫山不是雲（1959年） 26. 一枝紅艷露凝香（1959年） 27. 蝶影紅梨記（1959年）...趙汝州 28. 枇杷巷口故人來（1959年） 29. 山東紮腳穆桂英（下集）（1959年） 30. 跨鳳乘龍（1959年） 31. 鴛鴦福祿（1959年） 32. 平步青雲（大結局）（1959年） 33. 燕雙飛（1959年） 34. 紫釵記（1959年）...李益 35. 正德皇海角尋香（1959年） 36. 芙蓉傳（1959年） 37. 帝女花（1959年）...周世顯 38. 疍家公主爭駙馬（1959年） 39. 冤枉相思（1959年） 40. 含笑飲砒霜（1959年） 41. 萬里琵琶關外月（1959年） 42. 可憐女（1959年） 43. 平步青雲（上集）（1959年） 44. 正德皇情醉怡香苑（1959年） 45. 有仔萬事足（1959年） 46. 九天玄女（1959年）...艾敬郎 47. 獅吼記（1959年） 48. 三年一哭二郎橋（1959年） 49. 山東紮腳穆桂英（上集）（1959年） 50. 神眼東宮認太子（大結局）（1959年） 51. 十二金釵戲狀元（紅伶歌唱大集會）（1959年） 52. 六月雪（1959年） 53. 淒涼媳婦（1959年） 54. 漢武帝夢會衛夫人（1959年） 55. 春燈羽扇恨（1959年） 56. 三司會審殺姑案（1959年） 57. 鳳笛雲歌（上集）（1960年） 58. 代代扭紋柴（1960年） 59. 李仙傳（1960年） 60. 佛前花送狀元歸（1960年） 61. 琴挑誤（大結局）（1960年） 62. 非夢奇緣（1960年） 63. 飛龍太子劈石救銀妃（1960年） 64. 紮腳樊梨花掛帥罪子（1960年） 65. 孝感動天（下集）（1960年） 66. 三十年胭脂淚（1960年） 67. 蠻女賣相思（1960年） 68. 玉郎戲鳳賀春宵（1960年） 69. 人頭審皇帝（1960年） 70. 人頭告御狀（上集）（1960年） 71. 琴挑誤（上集）（1960年） 72. 錦羅記（1960年） 73. 教子逆君皇（1960年） 74. 孝感動天（上集）（1960年） 75. 附薦何文秀（1960年） 76. 花燈記（1960年） 77. 月下奇逢（1960年） 78. 紅梅白雪賀新春（1960年） 79. 梨花一枝春帶雨（1960年） 80. 西施（1960年）...范蠡 81. 孝子鬧天宮（1960年） 82. 天倫鏡（1960年） 83. 芸娘（1960年）...沈三白 84. 西河會妻（1960年） 85. 再世奇緣（1960年） 86. 正德王牡丹亭戲鳳（1960年） 87. 七彩金葉菊（1960年） 88. 鳳笛雲歌（下集大結局）（1960年） 89. 紮腳樊梨花（1960年） 90. 神鷹飛天俠（1960年） 91. 金麒麟五福臨門（1960年） 92. 可憐駙馬可憐妻（1960年） 93. 節婦斬情夫（1960年） 94. 苦兒送米記（1960年） 95. 換巢鸞鳳（1960年） 96. 血掌奪親兒（1960年） 97. 妻嬌郎更嬌（1960年） 98. 夫證妻兇（1961年） 99. 金蘭花（大結局）（1961年） 100. 無頭正宮教子鬧金鑾（1961年） | 1. 漢宮秋月（1961年） 2. 八美審狀元（1961年） 3. 蛇頭苗（1961年） 4. 紅爐火（1961年） 5. 風塵俠侶（1961年） 6. 金鳳斬蛟龍（1961年） 7. 怪俠金絲貓（1961年） 8. 金蘭花（上集）（1961年） 9. 傻俠勤王（1961年） 10. 戇姑爺（1961年） 11. 百鳥朝凰（1961年） 12. 芙蓉帳暖渡春宵（1961年） 13. 抬轎姑爺（1961年） 14. 彩菱艷（1961年） 15. 雙飛蝴蝶（1961年） 16. 無頭女賣頭尋夫（1961年） 17. 野龍怒碎金蛇塔（1961年） 18. 游龍情俠（1961年） 19. 漢宮英烈傳（1961年） 20. 十年割肉養金龍（1961年） 21. 三宮六苑斬狐妃（1961年） 22. 步步高陞（1961年） 23. 花蝴蝶三氣飛天貓（1961年） 24. 俠侶恩仇（1961年） 25. 還珠淚（1961年） 26. 萬里烽煙尋妹喜（1961年） 27. 一命難填九命冤（1961年） 28. 一張白紙告親夫（1961年） 29. 雷電雙屍救太子（1961年） 30. 富貴花開鳳凰臺（1961年） 31. 狄青（1961年） 32. 侯門怨（1961年） 33. 挖目保山河（1961年） 34. 銀合太子乞食告御狀（1962年） 35. 羅成叫關（1962年） 36. 狄青五虎平西（1962年） 37. 富貴榮華第一家（1962年） 38. 白帝城會妻（1962年） 39. 望夫亭（1962年） 40. 仗義還妻（上集）（1962年） 41. 蘭貞鬧嚴府（1962年） 42. 秦漢三盜攝魂鈴（1962年） 43. 千里送皇姑（1962年） 44. 虎將爭妻（1962年） 45. 春滿帝皇家（1962年） 46. 三告狀（1962年） 47. 一樓風雪夜歸人（1962年） 48. 龍虎恩仇龍鳳配（1962年） 49. 巧鳳試郎心（1962年） 50. 金鳳銀龍雙掛帥（1962年） 51. 雙太子飛渡雁門關（1962年） 52. 百行孝為先（1962年） 53. 斬柴仔封王（1962年） 54. 龍虎駝俠傳（1962年） 55. 皇陵會愛妻（1962年） 56. 金鐧怒碎銀安殿（1962年） 57. 探花夫婿狀元妻（1962年） 58. 鬼俠（1962年） 59. 仗義還妻（下集大結局）（1962年） 60. 妙賊（1963年） 61. 南北鴛鴦俠（1963年） 62. 玉龍太子出家（1963年） 63. 春風得意鳳和鳴（1963年） 64. 白蟒鬧龍宮（1963年） 65. 為郎頭斷也心甜（1963年） 66. 神俠鬧金鑾（1963年） 67. 天降福星（1963年） 68. 芬芳香艷喜迎春（1963年） 69. 還我山河還我妻（1963年） 70. 金鎖匙（1963年） 71. 五諫刁妻（1963年） 72. 狀元巧破蜜蜂計（1963年） 73. 七手八臂觀世音（1963年） 74. 大成七彩片大集會（1963年） 75. 七彩寶蓮燈（1963年）...劉彥昌 76. 一點靈犀化彩虹（1963年） 77. 血滴龍鳳杯（1963年） 78. 雌雄雙劍俠（1963年） 79. 雙雄震九洲（1963年） 80. 大俠金葫蘆（1963年） 81. 烽火恩仇十六年（1963年） 82. 二郎神楊戩（1963年） 83. 半壁江山一美人（1964年） 84. 花開富貴錦城春（1964年） 85. 十二欄杆十二釵（1964年） 86. 血掌印（1964年） 87. 春鶯戲鳳凰（1964年） 88. 一彎眉月伴寒衾（1964年） 89. 紅菱血（1964年） 90. 金箭銀龍（1964年） 91. 堅成星馬拍攝外景新聞特輯（1965年） 92. 大紅袍（1965年）...海瑞 93. 觀音得道香花山大賀壽（1966年） 94. 李後主（1968年）...李後主 |  |

## 註
1. ↑  紅樓夢 (1944粵劇)曲目屬於〈薛派〉：寶玉怨婚、偷祭瀟湘、黛玉歸天、瀟湘琴怨
2. ↑  世家子弟江毅 （1931-2013） 成名作叫《花旦英》，抗戰避亂澳門，見識過紅線女如何由三幫花旦捱起:『當年有個後來[17]海中無魚蝦自大號稱名旦的，那時鑼鼓好大權，有個鑼鼓師傅叫江湛，（2011年8月11日）尚在生的"名旦"，次次鑼鼓停了碎步還未完，師傅嬲起嚟，竹棍一扔，丟了聲就走人，你話個花旦幾渣。』
3. ↑  拜師、收徒弟，在八和會館舉行儀式，在華光師傅見證下正式成為入門弟子。(參見現任八和會館主席汪明荃2023-06-06微博 - 粵劇藝術博大精深，新進演員必須經過長時期的台上實踐，慢慢摸索及發展其藝術特色。)
4. ↑  與芳艷芬《董小宛》唱片曲和《火網梵宮十四年》（合唱套曲）同一碟

## 外部連結
- 梨園生輝 ─ 唐滌生與任劍輝·香港文化博物館 （页面存档备份，存于）
- 任劍輝專頁2017年10月8日 （页面存档备份，存于）
- 任劍輝在互联网电影资料库（IMDb）上的資料（英文）
- 任劍輝在香港影庫上的簡介